# Шатигадуд, Хасан Мохамед Нур
Хасан Мохамед Нур Шатигадуд (сомал. Xasan Maxamed Nuur Shaatigaduud, араб. حسن محمد نور شاتيغادود‎; 17 июня 1946, Абудвак, Галмудуг — 3 апреля 2013, Дортмунд, Северный Рейн-Вестфалия) — сомалийский политический и военный деятель. Являлся председателем Армии сопротивления Раханвейн, а затем первым президентом автономного регионального государства Юго-Западное Сомали. Позже Шатигадуд был членом Переходного федерального парламента и в конечном итоге был назначен министром финансов Переходного федерального правительства.

## Личная жизнь
Родился в 1946 году в небольшом городке Бакаарьяри, расположенном недалеко от Эфиопии на юге Сомали. Он происходил из субклана хариин, клан мирифле раханвейн.
В Байдабо Шатигадуд посещал начальную школу, затем переехал в Могадишо, чтобы поступить в среднюю школу. Позже он учился в университетах Сомали, Италии и СССР.
Помимо сомалийского, владел маайским (язык, тесно связанный с сомалийским), арабским, итальянским, русским и английским языками.
Прожив и проработав большую часть своей жизни в Сомали, Шатигадуд в конце концов уехал в Дортмунд, Германия. Он умер там в конце марта 2013 года от сердечного приступа. Впоследствии его тело было доставлено самолётом в Могадишо для молитвы в джаназе членами парламента и другими высокопоставленными должностными лицами Федерального правительства. Шатигадуд был похоронен на главном кладбище Байдабо, на похороны и молебен пришла большая толпа. 

## Карьера

### Служба национальной безопасности
Шатигадуд («Красная рубашка») служил полковником в Службе национальной безопасности. Во времена правления Мохамеда Сиада Барре он также был губернатором провинции Гедо.

### Армия сопротивления Раханвейн
После начала гражданской войны в 1991 году  Шатигадуд возглавил Армию сопротивления Раханвейн (RPA). Группа повстанцев была основана в сентябре 1995 года для противодействия вторжению в юго-западные регионы Бай и Баколь Сомалийского национального альянса Мохамеда Фараха Айдида.
Некоторое время спустя при президенте Абдикасиме Саладе Хасане RPA позже поддержала инициативу по формированию нового Переходного национального правительства (ПНП).

### Президент Юго-Западного Сомали
1 апреля 2002 года Шатигадуд стал президентом Юго-Западного Сомали, автономного самопровозглашённого государства на юге Сомали с центром в Байдабо. Предполагалось, что организация этого государства была шагом, демонстрирующим недовольство RPA формирующимся Переходным национальным правительством в Могадишо, а также актом, направленным на противодействие влиянию Совета по примирению и восстановлению Сомали в тех же регионах.
Вскоре возникли внутренние разногласия между Шатигадудом, который хотел поддержать новый Совет по примирению и восстановлению Сомали, и двумя его заместителями, Аденом Мадобе и Мохамедом Ибрагимом Хабсаде, которые хотели продолжать поддерживать ПНП. Конфликт привёл к гибели многих людей и призыву Шатигадуда уйти с поста президента. Хабсаде продолжал встречаться с лидерами ПНП якобы в надежде стать частью формирующегося национального правительства. Враждующие лидеры Армии сопротивления Раханвейн в конечном итоге примирились, и, хотя с тех пор периодически вспыхивали конфликты, все они присоединились к Переходному федеральному правительству, когда оно было сформировано.

### Переходное федеральное правительство
В ноябре 2004 года Шатигадуд был назначен членом Переходного федерального парламента. Премьер-министр Переходного федерального правительства Али Мохамед Геди позже в январе 2005 года назначил его министром финансов.  
2 декабря 2007 года Шатигадуд был назначен министром национальной безопасности в правительстве премьер-министра Нура Хасана Хусейна. Однако вместе с тремя другими министрами из своего клана раханвейн Шатигадуд он ушёл на следующий день в отставку, заявив, что избиратели не получили справедливой расстановки постов в правительстве Хусейна.